# 土師進
土師 進（はじ すすむ、1937年9月16日 - ）は、元公明副代表。

## 経歴
- 1937年9月16日に生まれる。
- 公明党機関紙局長、公明党中央執行委員に就任する。
- 1986年7月6日、第14回参議院議員通常選挙に立候補し、落選する。
- 1986年12月、公明党大会において、公明党機関紙局長に留任する。
- 1988年、公明党大会において、公明党副書記長、公明新聞総局長に就任する。
- 1994年12月5日、公明党の解散により、公明結成に参加し、公明副代表に就任する。
- 1996年、公明副代表を退任する。

## 役職歴
- 公明党機関紙局長
- 公明党中央執行委員
- 公明党副書記長
- 公明副代表
- 公明新聞総局長